# 1927-es közép-európai kupa
Az 1927-es közép-európai kupa a Közép-európai kupa történetének első kiírása volt. A sorozatban Ausztria, Csehszlovákia, Jugoszlávia és Magyarország képviseltette magát 2-2 csapattal.A csapatok kupa rendszerben 2 mérkőzésen döntötték el a továbbjutást. Ha az összesítésben ugyanannyi gólt szereztek a csapatok a párharcokban, akkor egy újabb összecsapáson dőlt el a továbbjutó kiléte.
A kupát a Sparta Praha nyerte el, története során első alkalommal.

## Negyeddöntő
| 1. csapat       | Össz. | 2. csapat                | 1. mérk. | 2. mérk. |
| --------------- | ----- | ------------------------ | -------- | -------- |
| MTK Budapest FC | 8–2   | OFK Beograd              | 4–2      | 4–0      |
| SK Rapid Wien   | 9–1   | HNK Hajduk Split         | 8–1      | 1–0      |
| AC Sparta Praha | 8–6   | FC Admira Wacker Mödling | 5–1      | 3–5      |
| SK Slavia Praha | 6–2   | Újpest FC                | 4–0      | 2–2      |

## Elődöntő
| 1. csapat       | Össz. | 2. csapat       | 1. mérk. | 2. mérk. |
| --------------- | ----- | --------------- | -------- | -------- |
| SK Slavia Praha | 3–4   | SK Rapid Wien   | 2–2      | 1–2      |
| MTK Budapest FC | 2–21  | AC Sparta Praha | 2–2      | 0–0      |

- 1 A Sparta Praha megóvta a budapesti mérkőzést, mivel az MTK jogosulatlanul szerepeltette az időközben leigazolt Konrád Kálmánt.

## Döntő
| 1. csapat       | Össz. | 2. csapat     | 1. mérk. | 2. mérk. |
| --------------- | ----- | ------------- | -------- | -------- |
| AC Sparta Praha | 7–4   | SK Rapid Wien | 6–2      | 1–2      |